# Żuk
Żuk (Жук) — марка польских лёгких грузовых автомобилей.
В 1956 году на Люблинском заводе грузовых автомобилей (Fabryka Samochodów Ciężarowych) началась разработка легкого развозного автомобиля «Жук». В 1959 началось производство цельнометаллического пикапа «Жук А0З» с колёсной базой 2700 мм и грузоподъёмностью 900 кг, оснащённого двигателем М20 и трансмиссией автомобиля Варшава (ГАЗ-М-20 «Победа»). В процессе производства появились фургоны «А05» и «А06», бортовые грузовики «А09» и «АН» с массой 950 кг. С 1973 года все автомобили этой марки подверглись небольшому рестайлингу передней части кабины.
В 1975 году появилась модификация «В», оснащённая 70-сильным верхнеклапанным мотором «S21». Грузовики пользовались популярностью в Польше, СССР и других социалистических странах.
Поставки автомобилей этой марки в СССР начались с 1968 года и продолжались фактически до распада СЭВа. В СССР поставлялись: А-11М (бортовой грузовой автомобиль), А-06 (цельнометаллический фургон), А-07М (грузопассажирский фургон), А-13М (автомобиль-пикап), А-18М (микроавтобус), а также в небольшом количестве различные специальные автомобили.
Производство прекращено в 1993 году в связи с освоением новых автомобилей «Люблин». Сборку микроавтобусов «Жук» пытались наладить в сельском поселении Становой Колодезь, Орловской области, однако, из-за экономических проблем, дальше 100 машин сборка не пошла. По другим данным, «Жуки» производились до 1998 года. Всего было произведено 587 000 экземпляров.
Название было дано одним из конструкторов — Юлианом Каминьским (Julian Kaminski). Дело в том, что первый прототип имел светло-тёмный окрас ребро-через-ребро. Это вызвало в голове конструктора ассоциации с колорадским жуком (пол. żuk stonka), и название прижилось.

## Варианты и модификации
- "Żuk A-15" - пожарный микроавтобус, предназначенный для тушения небольших пожаров и очагов возгорания в городских условиях (небольшие габариты обеспечивали высокую маневренность в условиях плотной застройки). Оснащён водяным насосом (подающим 800 литров воды в минуту), пожарным шлангом длиной 200 метров, баком с пенообразователем и раздвижной лестницей на крыше. Экипаж - четыре человека (водитель и пожарный расчёт из трёх человек). Машина была представлена в 1972 году[1].

## Галерея
- Автомобили с кузовом оранжевого цвета традиционно используются Poczta Polska
- Автомобили пожарной службы
- Żuk A-06
- Żuk A-06
- Żuk A-11
- Żuk A-11
- Żuk A-11